# قسم هرازبي الجنوبي الريفي (مقاطعة آمل)
قسم هرازبي الجنوبی الريفي (بالفارسية: دهستان هرازپی جنوبی) هي قسم تقع في إيران في قسم. يقدر عدد سكانها بـ 16,404 نسمة .